# 백운동 계곡
백운동 계곡은 대한민국 전라남도 강진군 성전면에 있다. 2004년 11월 1일 강진군의 향토문화유산 제22호로 지정되었다.

## 개요
월출산 하단부 안운마을내에 있는 계곡으로 구름처럼 높은 곳에 위치한 곳이라 해서 불리게 된 이름으로 계곡 주변에는 왕대밭과 수목이 울창하여 한낮에도 햇빛이 잘 들지 않고 계곡 안쪽에는 350년전에 폐찰된 무위사 소속인 백운암자터가 있고, 백련사에서 백련결사를 일으켰던 원묘국사 요세와 법손인 7대국사 무외정사가 이곳 암자에서 주석하였다고 전해 온다.